# Dalla terrazza
Dalla terrazza (From the Terrace) è un film del 1960, diretto da Mark Robson.

## Trama
Alfred Eaton, figlio di un industriale dell'acciaio e di una madre alcolizzata a causa del marito (disamorato di lei e colpiti entrambi dal lutto del loro primo figlio), di ritorno dalla Seconda guerra mondiale rifiuta di entrare in affari col padre, per riscattarsi dalla frustrazione e dal rifiuto affettivo che egli gli propone costantemente. Entra in affari con un suo vecchio compagno di università e sposa la bella e inquieta Mary. Il matrimonio scorre in attesa che Alfred sfondi finanziariamente e Mary conduce una vita piuttosto ritirata.
Nel frattempo Alfred, stanco di essere l'ultima ruota del carro dell'azienda di aeronautica ove lavora, manifesta il serio intento di voler troncare i rapporti lavorativi. Ad aprirgli la porta verso altri orizzonti è un incidente, in cui il nipotino di James MacHardie, un magnate di Wall Street, rischia di morire annegando nei ghiacci di un laghetto. Alfred, con sua moglie presente alla scena, gli salva la vita. Per gratitudine, il vecchio finanziere gli offre un lavoro molto più gratificante e remunerativo (suscitando la gelosia del genero), che consente anche a Mary di condurre una vita molto più agiata e confortevole.
Tutto ciò però allontana sempre di più Alfred da Mary. Malgrado la gelosia di Alfred sia sempre più evidente, questo non preoccupa Mary, che manifesta una crescente insoddisfazione e comincia a rientrare nel vecchio giro di amicizie, rivedendo tra gli altri Jim Roper, psichiatra e suo antico fidanzato, col quale Mary, stanca della sua vita matrimoniale, riprende l'antica relazione, non facendosi peraltro scrupolo di ostentarla.
In uno dei suoi frequenti viaggi d'affari, Alfred incontra Natalie, figlia di un proprietario di miniere. I due giovani tentano di resistere alla reciproca attrazione, ma si innamorano perdutamente. La cosa non sfugge né a Mary, che non vuole concedere il divorzio per ragioni economiche, né al genero del magnate che, interessato a un affare con la vecchia compagnia aeronautica ove Alfred lavorava, cerca di ricattare Alfred, pena la diffusione di alcune foto che lo ritraggono con Natalie in una camera d'albergo.
Alfred rifiuta il ricatto. Finalmente ha trovato l'amore e non vuole rinunciarvi. In una riunione della società, presente anche la moglie, dove gli viene offerta la possibilità di diventare socio alla pari della compagnia, Alfred rifiuta una vita fondata sulla falsità dei rapporti personali in cambio del successo economico, smascherando le mire del genero del magnate e ammettendo apertamente la sua relazione, per vivere finalmente la sua vita con Natalie.

## Critica
«commedia moraleggiante, eccessivamente lunga e poco coesa... Loy straordinaria... Ames non è da meno... la coppia Newman-Woodward è giovane e bella.» *½